# Galium sudeticum
Galium sudeticum là một loài thực vật có hoa trong họ Thiến thảo. Loài này được Tausch mô tả khoa học đầu tiên năm 1835.